# Hypaeus tenuimanus
Hypaeus tenuimanus är en spindelart som beskrevs av Simon 1900. Hypaeus tenuimanus ingår i släktet Hypaeus och familjen hoppspindlar. Inga underarter finns listade i Catalogue of Life.